# Incheon Maglev
Lo Incheon Maglev (인천공항 자기부상열차 - 仁川空港 磁氣浮上列車, Incheon gonghang jagi busang yeolcha) è un treno a levitazione magnetica nei pressi dell'Aeroporto Internazionale di Incheon, sull'isola di Yeongjeong nella città di Incheon in Corea del Sud. La linea, con una lunghezza di 6,1 km collega l'aeroporto con il complesso di Yongyu-Mui, ed ha aperto il 3 febbraio 2016 dopo diversi ritardi nei lavori.
I treni, realizzati dalla Rotem, corrono a 110 km/h: non si tratta quindi di una linea ad alta velocità come lo Shanghai Maglev in Cina, ma è più simile al Linimo, altra linea Maglev a bassa velocità in servizio nella Prefettura di Aichi in Giappone. Incheon Maglev è la terza linea ferroviaria con tecnologia Maglev per il trasporto pubblico al mondo.
In futuro si prevede di allungare la linea, con due nuove fasi di 9,7 e 37,4 km, rendendo la linea una ferrovia circolare attorno all'isola di Yeongjeong.
A differenza di molte altre linee, questa non è considerata parte della metropolitana di Seul e non compare sulla relativa mappa.

## Percorso
- Tutte le stazioni si trovano nel quartiere di Jung-gu a Incheon.

| Codice | Stazione                      | Stazione     | Stazione     | Distanza interst. | Distanza totale | Collegamenti          |
| Codice | Nome in italiano              | Hangeul      | Hanja        | Distanza interst. | Distanza totale | Collegamenti          |
| ------ | ----------------------------- | ------------ | ------------ | ----------------- | --------------- | --------------------- |
| M01    | Incheon Aeroporto             | 인천국제공항 | 仁川国際空港 | 0.0               | 0.0             | Linea Arex (A10)      |
| M02    | Parcheggio a lungo termine    | 장기주차장   | 長期駐車場   |                   |                 |                       |
| M03    | Complesso Amministrativo      | 합동청사     | 合同廳舎     |                   |                 |                       |
| M04    | International Business Center | 국제업무단지 | 國際業務團地 |                   |                 |                       |
| M05    | Waterpark                     | 워터파크     | 워터파크     |                   |                 |                       |
| M06    | Yongyu                        | 용유         | 龍游         |                   |                 | AREX (in costruzione) |